# كلية بوكسهل للبنات في الكويت
كلية بوكسهل للبنات في الكويت (BHCK) هي مؤسسة تعليم عالٍ رائدة ومتميزة، حيث تبرز كالمؤسسة التعليمية الخاصة الوحيدة المخصصة للنساء في دولة الكويت. تعمل الكلية كفرع ممتد لمعهد بوكسهل في أستراليا، وقد افتتحت أبوابها رسميًا في خريف عام 2007، لتتطور منذ ذلك الحين إلى صرح تعليمي بارز في الدولة. تقع الكلية في منطقة أبو حليفة الحيوية، وتتميز بموقعها الذي يسهل الوصول إليه.

## البرامج الأكاديمية

### برامج الدبلوم[2]
تقدم كلية بوكسهل الكويت حاليًا ستة برامج دبلوم، تتطلب عادةً سنتين من الدراسة بدوام كامل بعد المرحلة الثانوية، باستثناء أي متطلبات تحضيرية. تنظم هذه البرامج ضمن ثلاثة أقسام أكاديمية رئيسية:
- الفنون التطبيقية والتصميم: يقدم مؤهلات الدبلوم في التصميم الجرافيكي، والتصميم الداخلي والديكور، وتطوير المواقع الإلكترونية.
- دراسات الأعمال: يقدم مؤهلات الدبلوم في الإدارة، والتسويق، وإدارة الخدمات المصرفية (المشار إليها أيضًا بالخدمات المالية).
- الدراسات التأسيسية: يقدم مجموعة من برامج اللغة الإنجليزية كلغة أجنبية (EFL) والدورات التحضيرية لتزويد الطالبات من الخلفيات غير الناطقة بالإنجليزية بالمهارات الأساسية اللازمة للنجاح في الدراسات الأساسية.

### برامج البكالوريوس (مسارات)[3]
بينما تركز كلية بوكسهل الكويت بشكل أساسي على برامج الدبلوم، فإنها توفر مسارات واضحة للطالبات لمتابعة برامج البكالوريوس من خلال اتفاقيات التحويل والربط مع الجامعات الكويتية والدولية. من أبرز هذه المسارات برنامج "2+2"، الذي يسمح للطالبات بالحصول على مؤهل مزدوج، حيث يكملن الدبلوم في كلية بوكسهل الكويت ثم يحولن الساعات المكتسبة للحصول على درجة البكالوريوس.
يوضح الجدول التالي نظرة عامة على البرامج الأكاديمية الأساسية التي تقدمها كلية بوكسهل الكويت:

#### جدول البرامج الأكاديمية
| اسم البرنامج                       | القسم الأكاديمي           | مدة الدراسة   | الشهادة الممنوحة | الجهة المانحة                           |
| التصميم الجرافيكي                  | الفنون التطبيقية والتصميم | سنتان         | دبلوم            | معهد بوكسهل أستراليا                    |
| التصميم الداخلي والديكور           | الفنون التطبيقية والتصميم | سنتان         | دبلوم            | معهد بوكسهل أستراليا                    |
| تطوير المواقع الإلكترونية          | الفنون التطبيقية والتصميم | سنتان         | دبلوم            | معهد بوكسهل أستراليا                    |
| الإدارة                            | دراسات الأعمال            | سنتان         | دبلوم            | معهد بوكسهل أستراليا                    |
| التسويق                            | دراسات الأعمال            | سنتان         | دبلوم            | معهد بوكسهل أستراليا                    |
| إدارة الخدمات المصرفية             | دراسات الأعمال            | سنتان         | دبلوم            | معهد بوكسهل أستراليا                    |
| برامج اللغة الإنجليزية كلغة أجنبية | الدراسات التأسيسية        | فصل دراسي/سنة | شهادة            | كلية بوكسهل الكويت/معهد بوكسهل أستراليا |
| الدورات التحضيرية                  | الدراسات التأسيسية        | فصل دراسي/سنة | شهادة            | كلية بوكسهل الكويت/معهد بوكسهل أستراليا |

## الحرم الجامعي والمرافق
يوجد بكلية بوكسهل بالكويت حرم جامعي حديث ومصمم خصيصًا في منطقة أبو حليفة، وهو مصمم لتوفير مجتمع تعليمي شامل ومتمحور حول الطالب. يضم الحرم الجامعي فصولًا دراسية حديثة مجهزة بتقنيات التعلم التفاعلية، مما يدعم تجربة تعليمية جذابة.
بالإضافة إلى المساحات الأكاديمية، تقدم الكلية مجموعة من المرافق لراحة الطالبات ورفاهيتهن، بما في ذلك قاعة طعام، ومركز للياقة البدنية، ومسبح، وقاعة محاضرات حديثة تتسع لـ 280 فردًا. ولضمان الأمن وسهولة الوصول، يوفر الحرم الجامعي مواقف واسعة للسيارات ودخولًا آمنًا عبر بوابات مراقبة بواسطة حراسة على مدار 24 ساعة ومراقبة إلكترونية.
يقدم مركز مصادر التعلم (المكتبة) خدمات عالية الجودة، بما في ذلك الوصول إلى قواعد البيانات عبر الإنترنت، والتوجيه والتدريب على استخدام المكتبة، وخدمة معلومات لدعم الأهداف التعليمية. كما يوفر مرافق للنسخ والطباعة والوصول إلى أجهزة الكمبيوتر. يتوفر أيضًا متجر لبيع الكتب في الحرم الجامعي، يوفر الكتب والمستلزمات الدراسية.

## الإعتمادات
تحظى كلية بوكسهل الكويت باعتماد مؤسسي من الأمانة العامة لمجلس الجامعات الخاصة – وزارة التعليم العالي في دولة الكويت، وقد مُنح هذا الاعتماد في 22 أكتوبر 2010.
تُعتمد أساليب التدريس والتقييم في الكلية من قبل معهد بوكسهل (BHI)، وهي مؤسسة تعليم عالٍ أسترالية. تُمنح جميع المؤهلات للطالبات في كلية بوكسهل الكويت من قبل معهد بوكسهل الأسترالي، وهي معتمدة بموجب الإطار الأسترالي للمؤهلات (AQF) ومعترف بها من قبل هيئة جودة المهارات الأسترالية (ASQA). نتيجة لذلك، تحمل شهادات الدبلوم التي تُمنح لخريجات كلية بوكسهل الكويت اعترافًا دوليًا ومحليًا.
يعد هذا الاعتماد المزدوج، من كل من الهيئات الحكومية الكويتية (مجلس الجامعات الخاصة، وزارة التعليم العالي) والسلطات التنظيمية الأسترالية (معهد بوكسهل، الإطار الأسترالي للمؤهلات، هيئة جودة المهارات الأسترالية)، مؤشرًا قويًا على جودة التعليم في كلية بوكسهل الكويت ومكانتها الدولية.